# Jacek Bogusławski
Jacek Wojciech Bogusławski (ur. 17 sierpnia 1972 w Pile) – polski ekonomista, przedsiębiorca, samorządowiec i polityk. Od 2018 członek zarządu województwa wielkopolskiego.

## Życiorys
Syn Czesława i Małgorzaty. Absolwent Uniwersytetu Szczecińskiego na kierunku ekonomia oraz studiów MBA. Posiada kwalifikacje dla kandydatów na członków organów nadzorczych spółek z udziałem Skarbu Państwa.
Od początku swojej działalności związany z Piłą i północną Wielkopolską. W latach 1996–2018 właściciel firmy wydawniczej zajmującej się publikacjami na temat bezpieczeństwa w ruchu drogowym. Do 2018 roku Członek Business Centre Club oraz Izby Gospodarczej Północnej Wielkopolski.
W latach 2010–2014 był pilskim radnym, w 2014 roku uzyskał reelekcję i został wybrany na Przewodniczącego Komisji Gospodarki Miejskiej. Członek Zarządu i zastępca Przewodniczącego Związku Międzygminnego PRGOK w latach 2014–2018, do 2018 roku Członek Zarządu LGD “Krajna nad Notecią”.
W 2018 roku na wniosek Marszałka Województwa Wielkopolskiego został Członkiem Zarządu Województwa Wielkopolskiego. W 2023 objął zwolniony mandat radnego sejmiku.
Odznaczony w 2013 Brązowym Krzyżem Zasługi.

## Urząd Marszałkowski Województwa Wielkopolskiego
Jako Członek Zarządu Województwa Wielkopolskiego nadzoruje:
- Departament Sportu i Turystyki,
- Departament Gospodarki,
- Departament Korzystania i Informacji o Środowisku,
- Departament Zarządzania Środowiskiem i Klimatu.

Nadzoruje również działalność:
- Ośrodka Integracji Europejskiej w Rokosowie,
- Zespołu Parków Krajobrazowych Województwa Wielkopolskiego.

Na podstawie uchwał Sejmiku Województwa Wielkopolskiego:
- Przewodniczący Wielkopolskiej Platformy Wodorowej,
- Przewodniczący Rady Społecznej Zakładu Leczenia Uzależnień w Charcicach.